# Občina Velika Polana
Občina Velika Polana je ena od občin v Republiki Sloveniji.
V Veliki Polani je bil rojen slovenski pisatelj Miško Kranjec. Velika Polana se nahaja med Mursko Soboto ter Lendavo. Občina je bila ustanovljena leta 1998, prvi župan je pa bil Štefan Prša. V omenjeni občini je kar nekaj turističnih znamenitisti, npr.: Copekov mlin (zbirališče partizanov med drugo sv. vojno), črni gozd (največji nasad črne jelše v Evropi), starodavna rimska cesta, poletni pomurski festival, muzej pilota v prvi svetovni vojni Štefana Huzjana, muzej Miška Kranjca, Sabolova hiša,...V Veliki Polani pa je tudi osnovna šola Miška Kranjca Velika Polana, kjer je 166 učencev.

## Grb občine Velika Polana
Glej stran: Grb Občine Velika Polana

## Naselja v občini
- Brezovica
- Mala Polana
- Velika Polana

## Regionalno in čezmejno sodelovanje
Občina Velika Polana sodeluje v čezmejnem projektu Mura Drava, s katerim se medsebojno povezujejo nekatere občine v Sloveniji in na Hrvaškem. Projekt ima svoj spletni portal Mura Drava TV.